# 내륙넓적코박쥐
내륙넓적코박쥐 또는 서부넓적코박쥐(Scotorepens balstoni)는 애기박쥐과에 속하는 박쥐의 일종이다. 오스트레일리아의 토착종으로 내륙 전역에 걸쳐 널리 분포하며, 특히 건조 및 반건조 지역에서 서식한다. 식충성 작은박쥐류로 몸길이는 12cm이다. 낮 동안에는 나무 구멍 속에서 매달려 지내고, 밤에 삼림과 물가에서 먹이를 구한다.